# Isaac Witkin
Isaac Witkin (Johannesburg/Zuid-Afrika, 10 mei 1936 – Pemberton (New Jersey), 23 april 2006) was een internationaal bekende Engels-Amerikaanse beeldhouwer. 

## Zijn leven
Witkin emigreerde in 1956 naar Engeland en studeerde van 1957 tot 1960 beeldhouwkunst aan de St Martin’s School of Art (nu bekend als Central Saint Martins College of Art and Design) in Londen. Zijn docent was de beeldhouwer Anthony Caro en zijn medestudenten waren onder anderen Phillip King, William G. Tucker, David Annesley en Michael Bolus. Witkin was een van de initiatoren van de nieuwe beeldhouwstijl, die in Engeland al snel de naam New Generation kreeg. Witkins abstracte werk was vaak gemaakt met heldergekleurd glasvezel en/of hout en werd al snel opgemerkt om de grappige, Pop-art-look.
Na afsluiting van zijn studie, assisteerde Witkin allereerst de beroemde beeldhouwer Henry Moore. In 1963 ging hij zelfstandig werken. Zijn werk werd positief ontvangen tijdens zijn eerste expositie bij de Rowan Gallery in London en vooral ook op de in 1964 georganiseerde tentoonstelling in de Whitechapel Art Gallery, waar Witkin en zijn medestudenten van  St. Martin (de "New Generation" beeldhouwers) hun entree maakten op het Engelse kunstpodium. In 1965 ontving hij voor zijn werk een eerste prijs op de Biënnale van Parijs. Zijn werk "Nagas" behoorde tot de geëxposeerde stukken tijdens de in 1966 door het Jewish Museum in New York georganiseerde tentoonstelling "Primary Structures" rond Anthony Caro.
Witkin was gedurende twee jaar docent aan St. Martins, waarna hij naar de Verenigde Staten verhuisde. Een week voor Witkin arriveerde kwam zijn grote voorbeeld, de beeldhouwer David Smith die hij wilde ontmoeten, door een ongeval om het leven. Aan het Bennington College in Bennington (Vermont), nam Witkin deel aan een groep kunstenaars, de Green Mountain boys, waaronder Kenneth Noland, Helen Frankenthaler, Larry Poons, Paul Feeley en Jules Olitski, alsmede de kunstcriticus Clement Greenberg. Witkin verkreeg in 1975 de Amerikaanse nationaliteit. In 1978 verhuisde Witkin naar New Jersey, waar hij artist in residence was van het Johnson Atelier in Princeton (New Jersey). De stijl, die hij hier ontwikkelde, behield hij de rest van zijn carrière.
Witkin doceerde achtereenvolgens aan de Parsons School of Design in New York, het Philadelphia College of Art in  Philadelphia (Pennsylvania) en het Burlington County Community College in Pemberton (New Jersey). Hij was erelid van de National Academy of the United States, New York en lid van de Royal Society of British Sculptors. De prijzen en stipendia die hij ontving waren: State of New Jersey Art Achievement Award van de Burlington County College Foundation, de Adolph and Esther Gottlieb Foundation Grant, de New Jersey State Council on the Arts Grant en in 1981 een Guggenheim Fellowship.

## Grounds for Sculpture
Door zijn werk kwam Witkin in aanraking met een collega-beeldhouwer, de mecenas J. Seward Johnson, Jr. (van Johnson & Johnson). De ontstane vriendschap tussen hen stelde Witkin in staat bij Johnson te pleiten voor de stichting van het beeldenpark Grounds for Sculpture, een park van ruim 14 hectare, in Hamilton Township (Mercer County (New Jersey)). Diverse werken van Witkin maken deel uit van de permanente collectie beeldhouwwerken.

## Musea enbeeldenparken
- Smithsonian American Art Museum, Washington D.C.
- Centro de Arte Moderna José de Azeredo Perdigão, Lissabon, Portugal
- Fine Arts Museum, Universiteit van Sydney, Australië
- Hirshhorn Museum and Sculpture Garden, Washington, D.C.
- Laumier Sculpture Park, Saint Louis (Missouri)
- Tate Modern, Londen
- Israel Museum, Jeruzalem.
- DeCordova Sculpture Park and Museum, Lincoln (Massachusetts)